# Snuff (cinematografia)
Nel gergo della cinematografia, snuff (dall'inglese "spegnere lentamente") o snuff movie designano i video che riprendono torture realmente messe in pratica durante la realizzazione del filmato e culminanti con la morte della vittima.
Il termine snuff viene usato col significato attuale per la prima volta nel 1971 dallo scrittore Ed Sanders nel suo libro The Family: The Story of Charles Manson's Dune Buggy Attack Battalion, in cui sostiene che i seguaci della famiglia Manson fossero stati coinvolti nella creazione di film simili registrando alcuni dei loro omicidi.
Esistono molti casi di morte in diretta associati al genere. Tra i più noti, il suicidio di Budd Dwyer o l'omicidio operato da Emilio Nunez, che uccise la moglie, tutti filmati di pubblico dominio, lo stesso dicasi per alcuni assassini, tra i quali Armin Meiwes, Charles Ng che hanno dichiarato di aver filmato i propri omicidi non a scopo di lucro, ma per trarre nuova gratificazione futura dai loro crimini.

## Storia

### Origini
Il professore di studi cinematografici Boaz Hagin sostiene che il concetto di film che mostrano omicidi reali abbia avuto origine decenni prima di quanto comunemente si creda, almeno già nel 1907. Quell’anno, lo scrittore polacco-francese Guillaume Apollinaire pubblicò il racconto A Good Film in cui dei fotogiornalisti di cinegiornali organizzano e filmano un omicidio a causa della fascinazione del pubblico per le notizie sui crimini; nella storia, il pubblico crede che l'omicidio sia reale, ma la polizia determina che il crimine sia stato finto. Hagin propone anche che nel film Quinto potere ci sia una rappresentazione esplicita fittizia di un film snuff, quando i dirigenti delle notizie televisive organizzano l'omicidio in diretta di un giornalista per aumentare gli ascolti.
Allo stesso modo, il protagonista di L'occhio che uccide filma gli omicidi che commette, anche se lo fa come parte della sua follia e non per guadagno finanziario: un articolo del 1979 sul The New York Times descriveva l'attività del personaggio come una realizzazione di film snuff privati.
Durante la prima metà degli anni settanta, le leggende metropolitane cominciarono a sostenere che il genere venisse prodotto in America meridionale per scopi commerciali, circolando clandestinamente negli Stati Uniti.

### Episodi celebri
Nel 2007 si è pubblicato un video che ritrae due ragazzi diciannovenni ucraini nell'atto di uccidere brutalmente un uomo, il quarantottenne Serhij Jacenko, servendosi di un martello ed altri vari oggetti contundenti, tra i quali un cacciavite. Durante le sequenze brutali, i giovani si passano di mano il telefonino mentre deridono e torturano la vittima. I due serial killer sono stati etichettati dai media come maniaci di Dnepropetrovsk, e riconosciuti responsabili di una lunga serie di delitti che spesso venivano filmati e documentati con un telefonino appartenente a uno dei due killer. Viktor Sajenko e Igor Suprunjuk sono stati arrestati e nel 2009 sono stati condannati all'ergastolo.
Nel 2012 viene messo in rete un efferato filmato che ha per protagonista l'ex pornoattore canadese Luka Magnotta (pseudonimo di Eric Newman). Egli stesso ha infatti diffuso in rete una sequenza che lo ritrae nell'atto di uccidere, decapitare e smembrare il corpo di un giovane asiatico. Newman sarà arrestato, fuggiasco, a Berlino. Prima di fuggire dal Canada, ha spedito parti del cadavere, tra cui il piede sinistro al Partito Conservatore, mentre un pacco diretto al Partito Liberale è stato intercettato alle poste.

## Pedopornografia
Nel mese di aprile 2013, Rob Wainwright, direttore di Europol, ha denunciato l'esistenza di una rete di pedofili, attiva su Internet, che riprende dal vivo in webcam bambini violentati e torturati.
Nel mese di aprile 2015, nel corso di un'indagine condotta dalla polizia del Belgio e del Sudafrica volta a sgominare un network globale di pedofili, sono stati scoperti alcuni file criptati che consentivano l'accesso a immagini video raffiguranti stupri e omicidi di bambini. Miranda Friedmann, direttrice di Women and Men Against Child Abuse, ha chiesto un inasprimento delle pene contro la pornografia infantile.

## Falsi snuff
Nel 1985 uscì in Giappone la serie Guinea Pig, una serie di cortometraggi a tema orrorifico, tutte pellicole a sé stanti senza alcun filo conduttore. Tra questi, uno di Hideshi Hino è conosciuto comunemente come Flowers of Flesh and Blood (Za ginipiggu 2: Chiniku no hana): è un film non convenzionale, senza una trama, senza titoli di apertura, ritraente un uomo vestito come un grottesco samurai e una donna sedata, legata ad un letto, che successivamente viene mutilata e smembrata. Il tutto è girato su una vecchia pellicola graffiata 8mm dall'aspetto vissuto, con effetti speciali visivi e sonori, che potrebbero far sembrare il video vero all'occhio più inesperto. Il regista Hideshi Hino dichiarò di aver ricevuto nel 1985 un pacco anonimo da un fan, contenente una bobina 8mm, 54 fotografie e una lettera di 19 pagine, commenti di un crimine passato realmente commesso e filmato con lo scopo di farlo circolare tra una ristretta cerchia di adepti con certe perversioni. Dopo la visione il regista non esitò a denunciare il tutto alle autorità.
Nel 1991 il regista del primo film della serie Guinea Pig, Satoru Ogura, per diletto personale decise di fare un'antologia contenente le scene più violente, intitolandolo Slaughter Special, e iniziò a distribuirne copie tra amici e collezionisti, innescando così un meccanismo a macchia d'olio che fece arrivare questa raccolta fino agli Stati Uniti nelle mani di Chas Balun, un attore di cinema horror ed esperto di effetti speciali, il quale, entusiasta della visione, cominciò a distribuire autonomamente il video. Nel 1997 una copia della raccolta giunse nelle mani dell'attore Charlie Sheen, il quale, inorridito dalla visione e credendo subito che si trattasse di filmati reali, si affrettò a contattare l'MPAA, che a sua volta passò il video all'FBI; quest'ultima ovviamente era già al corrente di tutto, e il boato creato dal divo americano si concluse così in una bolla di sapone.

## Snuff nei videogiochi
Uno dei più celebri videogiochi che riprende la cultura snuff, è Manhunt. Si tratta di un gioco sviluppato dalla azienda videoludica Rockstar London, e lo scopo è quello di uccidere più persone possibili, senza essere scoperti, mentre tutto viene filmato dall'antagonista, un produttore di film snuff. Questo ha creato diverse polemiche e controversie, a seguito della morte del quattordicenne Stefan Pakeerah, il quale è stato ucciso dal suo amico diciassettenne Warren LeBlanc, che era appunto appassionato da questo videogioco. 